# 陶器浩一
陶器 浩一（とうき ひろかず、1962年-　）は、日本の構造家、建築構造学者。滋賀県立大学環境科学部環境計画学科 環境・建築デザイン専攻教授。専門分野は建築設計、構造計画。大阪府生まれ。

## 経歴
1986年京都大学大学院工学研究科建築学専攻修士課程修了。1986年（株）日建設計入社。2002年滋賀県立大学大学院環境科学研究科博士後期課程修了。博士（環境科学）。2003年から滋賀県立大学助教授。2006年同大学教授。

## 代表作
竹の会所―復興の方舟―（宮城県気仙沼市）、生きる自然は地域を育む（滋賀県湖南市）、キーエンス本社・研究所、愛媛県美術館、愛媛県歴史文化博物館、積層の家、清里アートギャラリー、たいさんじ風花の丘、若葉台の家、ハンカイハウス、水都大阪2009水辺の文化座、
、さとうみステーション澄心寺庫裏、半居、Springtecture福良、海光の家、ほか多数。

## 受賞歴
1995年、JSCA賞。
2000年、Outstanding Structural Award（IABSE）。
2001年、松井源吾賞。
2008年、日本建築学会賞（技術賞）。
2012年、SDレビュー朝倉賞。
2012年 第8回日本建築大賞
2014年、日本建築学会作品選奨、ほか。